# Hillary Clinton
Hillary Diane Rodham Clinton (Chicago, Illinois, 26 oktober 1947) is een Amerikaans politica van de Democratische Partij. Sinds 1975 getrouwd met president Bill Clinton, was ze deswege first lady van 1993 tot 2001. In 2007-2008 was ze kandidaat voor de nominatie van haar partij voor de Amerikaanse presidentsverkiezingen 2008. Van 21 januari 2009 tot 1 februari 2013 was zij de minister van Buitenlandse Zaken onder het presidentschap van Barack Obama. Daarvoor zat zij namens de staat New York in de Senaat. Zij is de eerste first lady die Senaatslid was en een ministerspost in een Amerikaanse regering vervulde.
In 2016 sleepte zij na acht jaar alsnog de nominatie van haar partij binnen om presidentskandidaat te worden. Ze verloor op 8 november 2016 de verkiezingen van haar Republikeinse tegenstrever Donald Trump, hoewel ze de meerderheid van de stemmen behaalde. Trump behaalde echter meer kiesmannen.

## Opleiding
Hillary Diane Rodham werd op 26 oktober 1947 geboren in Chicago als oudste kind van Hugh Ellsworth Rodham en Dorothy Emma Howell. Ze heeft twee broers. Hillary groeide op in Park Ridge, een buitenwijk van Chicago. In 1965 ging ze politieke wetenschappen studeren aan het prestigieuze Wellesley College in Wellesley in Massachusetts. Na het behalen van haar Bachelordiploma werd ze in 1969 toegelaten tot de studie rechten aan de Yale Law School, de rechtenfaculteit van de Yale University. Hillary besloot zich tijdens haar studie vooral te specialiseren in kinderrecht; indertijd vielen kinderrechten onder het familierecht. Ze deed vrijwilligerswerk bij New Haven Legal Services, die juridische bijstand verleende aan arme inwoners van de stad. Tijdens haar tweede jaar aan de rechtenfaculteit werkte ze bij het Yale Child Center. In november 1973 publiceerde Rodham het artikel "Children under the law" in de Harvard Educational Review, waarin ze pleitte voor het vastleggen van de wettelijke rechten van kinderen.

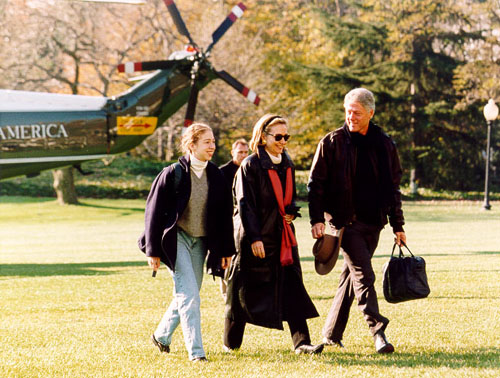
Clinton met haar gezin in 1993

### Advocaat
Tijdens haar opleiding aan de rechtenfaculteit van Yale University leerde ze eind 1970 ook haar echtgenoot, Bill Clinton, kennen. In de zomer van 1971 ging zij werken bij een klein advocatenkantoor in Oakland. In het voorjaar van 1973 rondt ze haar rechtenstudie af. Hillary Rodham gaat werken voor het Children's Defense Center in Cambridge. Ze deed toelatingsexamen voor de orde van advocaten in zowel de staat Arkansas als Washington DC.
Zij werd lid van de commissie die de mogelijkheden onderzocht om de toenmalige president Richard Nixon af te zetten na het Watergateschandaal. In 1974 besloot ze naar Arkansas te verhuizen om zich samen met Bill Clinton in Fayetteville te vestigen. Ze doceerde hier strafvordering en -advocatuur aan de rechtenfaculteit.
Nadat Bill Clinton minister van Justitie in Arkansas was geworden, verhuisden ze naar Little Rock, Arkansas. Hier trad Hillary in dienst als advocaat bij de Rose Law Firm waar ze vijftien jaar zou werken. Dit advocatenkantoor vertegenwoordigde vooral grote zakelijke klanten in Arkansas; Hillary (inmiddels Clinton) was bij haar indiensttreding de enige vrouwelijke jurist in het kantoor. In 1979, terwijl ze de first lady van Arkansas was, werd ze partner in Rose Law Firm. Ze was de eerste vrouw die in deze functie werd benoemd bij het advocatenkantoor. In 1980 werd Clinton gevraagd een leidinggevend partner binnen het kantoor te worden; ze ging hier vanwege tijdgebrek niet op in.

### First lady
Na de verkiezing van haar man tot president van de Verenigde Staten had zij voor het eerst in haar werkzame leven geen eigen baan. Ze werd voorzitter van een werkgroep die het stelsel van zorgverzekeringen moest hervormen om ook de onderste lagen van de bevolking een betere kans te geven op medische verzorging. Werkgevers moesten volgens het plan een zorgverzekering afsluiten voor hun werknemers. Het uiteindelijke voorstel haalde het noch in het Huis van Afgevaardigden, noch in de Senaat.
Hillary Clinton schreef een autobiografie, Living History, waaruit blijkt hoe kwaad ze zich heeft gemaakt over de voortdurende onderzoeken in de Whitewater-affaire en hoezeer zij zich gekwetst voelde door de affaire van haar man met Monica Lewinsky. Niettemin bleef zij haar man steeds steunen.

### Senator
Op 7 november 2000 behaalde Hillary Clinton de verkiezingsoverwinning voor de senaatszetel in New York en op 7 november 2006 werd ze herkozen in de Senaat. In haar beide campagnes en in haar optreden in de Senaat manifesteerde ze zich als een 'main stream American'. Ze legde de nadruk op haar christelijke geloofsachtergrond, noemde abortus een "verdrietige keuze" en steunde de inval van de Verenigde Staten in Irak in 2003. Het wantrouwen van rechts Amerika nam ze er niet mee weg. Later liet Clinton weten dat ze "fout zat" over de inval in Irak.

### Presidentsverkiezingen 2008
Op 20 januari 2007 kondigde Hillary Clinton de oprichting aan van een verkennend comité voor de verkiezingen van 2008, als eerste officiële teken van een nakende kandidaatstelling voor het Amerikaanse presidentschap. Clinton ambieerde het om de eerste vrouwelijke president van de Verenigde Staten te worden. Het was bovendien voor het eerst dat een first lady het hoogste ambt van het land nastreefde.
Zij was gedurende 2007 de topfavoriete voor de kandidatuur van de Democratische Partij voor de verkiezingen van 2008, met Barack Obama als haar grootste rivaal.
Op 3 januari 2008 begon Hillary slecht aan de voorverkiezingen met een derde plaats in de caucus van Iowa, achter winnaar Obama en (nipt) John Edwards. Later kwam ze onverwacht sterk terug met winst in New Hampshire en in diverse peilingen.
Op 5 februari, ook wel Super Tuesday genoemd, won Clinton in de grootste staten zoals Californië, New York, New Jersey en Massachusetts, terwijl Obama meer staten qua aantal won. Uiteindelijk liepen ze beiden gelijk op.
Obama won de volgende elf voorverkiezingen. Op 4 maart won Clinton de voorverkiezing in Ohio, Rhode Island en Texas. Op 22 april won Clinton de primary in Pennsylvania met bijna tien procentpunten, waardoor ze in de race bleef en binnen 24 uur tijd tien miljoen dollar aan donaties ontving om haar campagne door te kunnen zetten.
Bij de laatste primaries, op 3 juni, had Obama zoveel gedelegeerden achter zich gekregen (ruim 2100) dat hem het Democratische kandidaatschap niet meer kon ontgaan. Op 7 juni kondigde Clinton officieel aan dat ze haar strijd om het kandidaatschap opschortte, waarbij ze tevens publiekelijk haar volledige steun aan Obama uitsprak.

### Minister van Buitenlandse Zaken

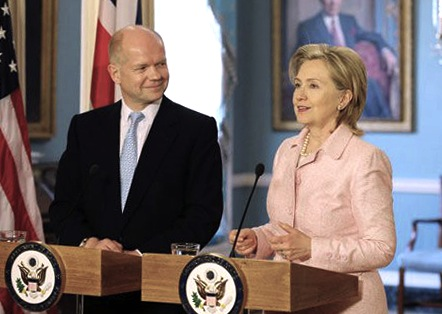
Clinton met William Hague in 2010.

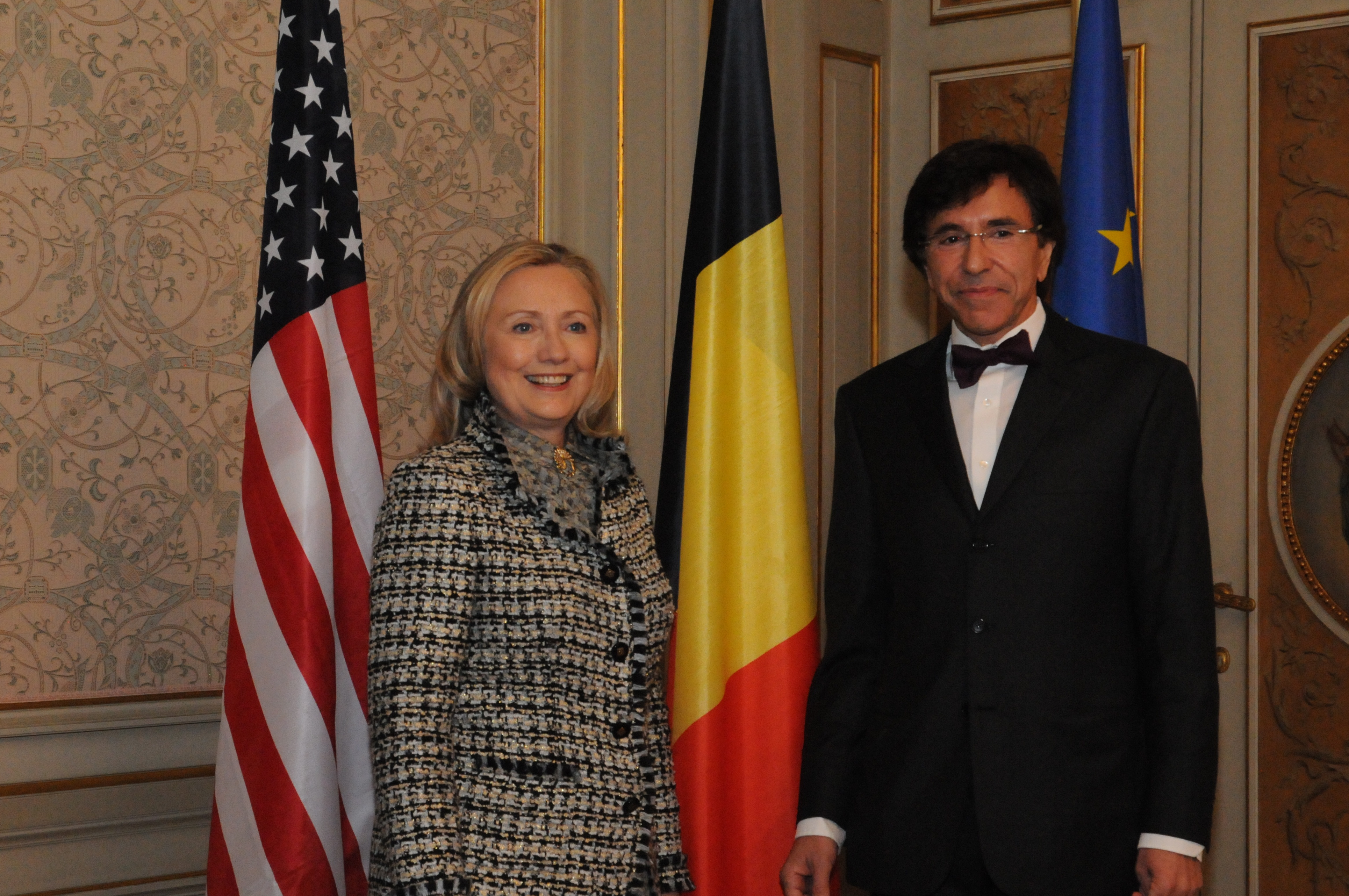
Ontmoeting tussen Hillary Clinton en de Belgische eerste minister Elio Di Rupo. Brussel, 18 april 2012.

Op 21 november maakte de New York Times bekend dat Hillary Clinton instemde met het verzoek van Barack Obama om onder zijn presidentschap minister van Buitenlandse Zaken (Secretary of State) te worden. Op 1 december maakte Obama de benoeming officieel bekend. Clinton noemde terreur, het milieu en de slechte economie als speerpunten voor haar ministerie. Op 21 januari 2009 werd Clinton officieel benoemd tot minister van Buitenlandse Zaken. Ze legde diezelfde dag nog de eed af en trad af als senator.
Clinton baarde opzien met een toespraak in januari 2010 waar zij een vergelijking trok tussen het IJzeren Gordijn en het wel of niet hebben van vrijheid op het internet. Chinese politici reageerden gepikeerd, omdat het de eerste keer was dat een hoge Amerikaanse functionaris het nastreven van vrijheid op het internet aanduidde als een kernelement van de Amerikaanse buitenlandse politiek.
De Egyptische protesten in 2011 en de uitbraak van de Arabische Lente waren het grootste onderwerp gedurende Clintons ministerschap. Aanvankelijk steunde de Amerikaanse regering de Egyptische president Hosni Mubarak nog, maar de regering riep al snel op tot een ordelijke overgang naar een democratische staat. Toen er opstanden uitbraken in verschillende andere Arabische landen, was Clinton een van de belangrijkste woordvoerders van de Amerikaanse regering. Zij zei zich te herkennen in de kritiek dat de Verenigde Staten sommige regimes stuurden, terwijl ze af wilden van andere machthebbers. Met betrekking tot Libië veranderde Clinton van mening en werd een pleitbezorger van militaire interventie in dat land.
Clinton hield in december 2011 een speech voor de Mensenrechtenraad van de Verenigde Naties waarin zij stelde dat de Verenigde Staten zich hard zouden maken voor de rechten van homo's en dat het "nooit een misdaad zou mogen zijn om homo te zijn". In diezelfde maand bezocht zij als eerste minister van Buitenlandse Zaken sinds 1955 Birma en ontmoette daar de leiders van het land en oppositieleider Aung San Suu Kyi.
Een aanval op het Amerikaanse consulaat in het Libische Benghazi op 11 september 2011 van islamitische extremisten, waarbij de Amerikaanse ambassadeur Christopher Stevens werd gedood, kwam als een verrassing. Er leefden in de Verenigde Staten veel vragen over de beveiliging van het consulaat. Clinton liet weten geheel verantwoordelijk te zijn daarvoor. Een onafhankelijke onderzoekscommissie oordeelde achteraf dat het Amerikaanse ministerie van Buitenlandse Zaken tekort was geschoten bij het waarborgen van de veiligheid van het Amerikaanse consulaat. Volgens de commissie negeerden functionarissen van Buitenlandse Zaken verzoeken uit Libië voor meer bewakers en betere veiligheidsmaatregelen. De onderzoekscommissie nam Buitenlandse Zaken bovendien kwalijk dat veiligheidsprocedures niet werden aangepast aan de verslechterende veiligheidssituatie in het land.
Op 17 maart 2012 maakte Clinton bekend geen tweede termijn als minister van Buitenlandse Zaken onder president Obama te ambiëren als hij in 2012 herkozen zou worden. Op 15 december 2012, vlak voor het einde van haar termijn, viel Clinton flauw en liep daarbij een hersenschudding op. De val werd toegeschreven aan oververmoeidheid. Op 1 februari 2013 werd ze als minister opgevolgd door John Kerry.
In 2014 publiceerde Clinton onder de titel Hard Choices (in het Nederlands vertaald naar Cruciale Keuzes) haar memoires uit haar tijd als minister van Buitenlandse Zaken.

### Kritiek
Clinton kreeg veel kritiek voor het feit dat ze de Irakoorlog aan het begin vol overtuiging steunde, maar later haar steun hiervoor introk. Veel Amerikanen vonden dat zij daarmee zwak leiderschap had getoond. Na overtuigend de oorlog in Irak te steunen maakte zij een draai van 180° tijdens een meeting van de Democraten van het Amerikaanse Congres. Zelfs de andere Democratische Congresleden vonden dit naar eigen zeggen 'vreemd'. Hillary Clinton doopte de oorlog eerder als 'onze oorlog' maar tijdens die vergadering noemde zij de oorlog in Irak 'George W. Bush' oorlog'.

### E-mails
In maart 2015 werd bekend dat Clinton als minister van Buitenlandse Zaken van de Verenigde Staten haar privé e-mailserver had gebruikt voor haar officiële e-mailverkeer, in plaats van gebruik te maken van de officiële accounts en servers van de regering. Duizenden van deze e-mails werden naderhand door het State Department, het Amerikaanse ministerie van Buitenlandse Zaken, geclassificeerd als "classified" (geheim).
In januari 2016 werd een reeks van haar e-mails vrijgegeven. Dit betrof correspondentie tussen Clinton en de vroegere directeur voor beleidsplanning (die van Clintons ambtstermijn als minister van Buitenlandse Zaken), waaruit bleek dat zij zich afvroeg hoe het beste politiek om te gaan met premier Benjamin Netanyahu van Israël. Uit andere e-mails blijkt haar verlangen, zodra zij president zou zijn, de banden met deze laatste aan te halen.

### Presidentsverkiezingen 2016
Na haar aftreden als minister van Buitenlandse Zaken toonde zij geen interesse in een ambt als president van de Verenigde Staten, hoewel zij populair was onder de Amerikaanse kiezers en peilingen aanduidden dat ze de absolute nummer één was bij de Democraten om kandidate te zijn bij de Amerikaanse presidentsverkiezingen van 2016. Lange tijd liet Clinton in het midden of ze zich kandidaat zou stellen voor de verkiezingen. Op 12 april 2015 maakte Clinton officieel bekend dat ze zich kandidaat stelde voor de Amerikaanse presidentsverkiezingen 2016.
Clinton werd lange tijd gezien als de frontrunner, de kandidaat die zo goed als zeker de Democratische nominatie zou halen. Vicepresident Joe Biden leek de enige noemenswaardige potentiële tegenkandidaat. In oktober 2015 nam hij uiteindelijk de beslissing om zich niet kandidaat te stellen. Andere, minder bekende kandidaten, zoals Lincoln Chafee en Jim Webb trokken zich rond die tijd ook terug. Naar het einde van 2015 toe bleven enkel Hillary Clinton, Bernie Sanders en Martin O'Malley over. In de aanloop naar de eerste voorverkiezingen in februari 2016 steeg Bernie Sanders in de peilingen en werd de strijd competitiever dan eerst verwacht. Bij de allereerste Democratische voorverkiezingen op 1 februari 2016 in Iowa eindigde Hillary Clinton als eerste met een voorsprong van 0,2 procentpunt op Bernie Sanders. O'Malley trok zich die avond terug.
In september 2016 moest zij haar campagne onderbreken, nadat ze bij een herdenking van de aanslagen van 11 september 2001 onwel was geworden. Clintons arts stelde vast dat ze een longontsteking had.
Op 9 november 2016 werd duidelijk dat Clinton de verkiezingen verloren had. De winst en daarmee het presidentschap gingen naar haar Republikeinse opponent Donald Trump. Laatstgenoemde kreeg evenwel ruim 1,6 miljoen (1,0%) minder stemmen dan Clinton. Hiermee werd hetzelfde scenario als in 2000 ontrold. Na de verkiezingen was de verwachting dat Clinton in de einduitslag 2 procentpunt, wat neerkomt op ruim 2 miljoen stemmen, meer zou halen dan Trump. Uiteindelijk bleek dat ze 2,1 procentpunt meer stemmen had gekregen. De opiniepeilers hadden hun voorspelling van de popular vote wel zien uitkomen, maar in kiesmannen niet. Volgens de verkiezingsuitslagen kon ze naar verwachting 232 kiesmannen achter zich scharen, maar bij de stemming in het kiescollege in december 2016 bleken het er uiteindelijk slechts 227 te zijn, omdat vier kiesmannen uit de staat Washington en één uit Hawaï haar afvallig waren.

## Persoonlijk
- De Clintons wonen in Chappaqua (New York) en hebben een dochter, Chelsea Clinton.
- Hillary Clinton is methodist, dit in tegenstelling tot haar echtgenoot die baptist is.[28]

## Onderscheidingen
- 2009: Four Freedoms Award Freedom medal
- 2025: Presidential Medal of Freedom (Verenigde Staten)[29]